# Kana Hanazawa

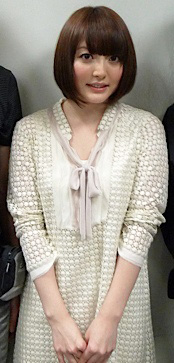
Kana Hanazawa nel 2010.

Kana Hanazawa (花澤香菜?, Hanazawa Kana; Tokyo, 25 febbraio 1989) è un'attrice, doppiatrice e cantante giapponese.

## Doppiaggio

### Anime
2003
- Last Exile (Holly Mad-thane)

2006
- Dai Mahō Tōge (Potaru)
- ZEGAPAIN (Ryoko Kaminagi)

2007
- Getsumento Heiki Mina (Nakoru Hazemi)
- Higurashi no naku koro ni (Satomi)
- Mushi-Uta (Shiika Anmoto)
- Potemayo (Potemayo)
- Sketchbook ~full color's~ (Sora Kajiwara)

2008
- Blassreiter (Elea)
- Gunslinger Girl -Il Teatrino- (Angelica)
- Kannagi (Zange, Hakua Suzushiro)
- Kemeko Deluxe! (Riko)
- Mahō Tsukai ni Taisetsu na Koto: Natsu no Sora (Sora Suzuki)
- Kyōran Kazoku Nikki (Yūka Midarezaki)
- Shina Dark (Marple Mashu Marces)
- Sekirei (Kusano)
- Strike Witches (Amaki Suwa)
- To Love-Ru (Mikan Yuuki)

2009
- Asu no Yoichi! (Kagome Ikaruga)
- Basquash! (Coco JD)
- Monogatari (Bakemonogatari) (Nadeko Sengoku)
- Cencoroll (Yuki)
- Darker Than Black: Ryūsei no Gemini (Suou Pavlichenko)
- Druaga no Tō ~the Sword of URUK~ (Henaro)
- Kobato. (Kobato Hanato)
- Pandora Hearts (Sharon Reinsworth)
- Sora no Manimani (Yukie An)
- To Love-Ru OVA (Mikan Yuki)

2010
- .hack//Quantum (Sakuya / Aida Asumi)
- Angel Beats! (Angel/Kanade Tachibana)
- Asobi ni Iku yo! (Aoi Futaba)
- B gata H kei (Mayu Miyano)
- Black Rock Shooter (Mato Kuroi / Black Rock Shooter)
- Durarara!! (Anri Sonohara)
- Hen Zemi (Nanako Matsutaka)
- Kuragehime (Tsukimi Kurashita)
- Ladies versus Butlers! (Ayse Khadim)
- Maid-sama! (Sakura Hanazono)
- Megane na Kanojo (Chiaki Kuramoto)
- Motto To Love-Ru (Mikan Yuuki)
- Negima: Ala Alba - Extra Mahou Shoujo Yue (Beatrix Monroe)
- Otome yōkai Zakuro (Susukihotaru)
- Seikimatsu Occult Gakuin (Kozue Naruse)
- The Qwaser of Stigmata (Fumika Mitarai)
- Sekirei: Pure Engagement (Kusano)
- Strike Witches 2 (Amaki Suwa)
- A Certain Scientific Railgun (Erī Haruue)
- The World God Only Knows (Shiori Shiomiya)

2011
- Baby Princess 3D Paradise 0 (Love) (Mizuki)
- Monogatari (Nadeko Sengoku)
- Ao no Exorcist (Moriyama Shiemi)
- Boku wa Tomodachi ga Sukunai (Kobato Hasegawa)
- Dantalian no shoka (Huey bambino)
- Deadman Wonderland (Shiro)
- Denpa onna to seishun otoko (Hanazawa-san)
- Dog Days (Noir Vinocacao)
- Fate/Prototype (Ayaka Sajyou)
- Fractale (Nessa)
- Freezing (Rana Linchen)
- Guilty Crown (Ayase Shinomiya, young Yahiro)
- IS (Infinite Stratos) (Charlotte Dunois)
- Last Exile -Fam, The Silver Wing- (Alvis E. Hamilton)
- Kamisama Dolls (Mahiru Hyūga)
- Mayo Chiki! (Kureha Sakamachi)
- Mobile Suit Gundam AGE (Romary Stone)
- Morita-san wa Mukuchi (Mayu Morita)
- Moshidora - (Yuki Miyata)
- Ro-Kyu-Bu! (Tomoka Minato)
- Steins;Gate (Mayuri Shīina)
- The Idolmaster (Eri Mizutani)

2012
- Aquarion Evol (Zessica Wong)
- Binbogami (Ichiko Sakura)
- Black Rock Shooter (Mato Kuroi / Black Rock Shooter)
- Campione! (Yuri Mariya)
- Chōyaku hyakunin isshu: Uta koi (Fujiwara no Seishi)
- Danbōru Senki W (Ran Hanasaki)
- Dog Days' (Noir Vinocacao)
- Hagure yūsha no estetica (Kuzuha Doumoto)[1]
- Inu x Boku SS (Karuta Roromiya)
- Magi: The Labyrinth of Magic (Ren Kougyoku)
- Miniskirt Space Pirates (Chiaki Kurihara)
- Shooting Star Lens (Risa)
- Psycho-Pass (Akane Tsunemori)
- Saki: Achiga-hen (Kuro Matsumi)
- Shinsekai yori (Maria Akizuki)
- Shirokuma Café (Mei Mei)
- Sengoku Collection (Tokugawa Ieyasu)
- Sket Dance (Saaya Agata)
- Teekyu (Marimo Bandō)
- Tonari no Kaibutsu-kun (Chizuru Oushima)
- To Love-Ru Darkness (Mikan Yūki)
- Zetman (Konoha Amagi)
- Blast of Tempest (Aika Fuwa)

2013
- Haganai - I Have Few Friends (Kobato Hasegawa)
- Coppelion (Aoi Fukasaku)
- Freezing Vibration (Rana Linchen)
- Hyperdimension Neptunia (Plutia / Iris Heart)
- IS (Infinite Stratos) Season 2 (Charlotte Dunois)
- Kotoura-san (Yuriko Mifune)
- Magi: The Kingdom of Magic (Ren Kougyoku)
- Monogatari Second Season (Nadeko Sengoku)
- Nagi no asukara (Manaka Mukaido)
- Ore no Kanojo to Osananajimi ga Shuraba Sugiru (Chiwa Harusaki)
- Ro-Kyu-Bu! SS (Tomoka Minato)
- Sasami-san@Ganbaranai (Kagami Yagami)
- Sekai de ichiban tsuyoku naritai! (Juri Sanada)
- The World God Only Knows: Megami-hen (Shiori Shiomiya, Minerva)
- A Certain Scientific Railgun S (Erī Haruue)
- Tokyo Ravens (Natsume Tsuchimikado)
- Unbreakable Machine-Doll (Hotaru)
- WataMote (Yuu Naruse)
- Zettai Bōei Leviathan (Syrup)

2014
- Akame ga Kill! (Seryu Ubiquitous)
- Oh, poveri noi! - Tutti a casa Kawai (Ritsu Kawai)
- Break Blade (Cleo)
- Buddy Complex (Mayuka Nasu)
- Buddy Complex Kanketsu-hen: Ano Sora ni Kaeru Mirai de (Mayuka Nasu)
- D-Frag! (Roka Shibasaki)
- Kanojo ga Flag o Oraretara (Megumu Tōzokuyama)
- Mahōka kōkō no rettōsei (Mayumi Saegusa)
- Mekaku City Actors (Marry Kozakura)
- Kiseijū sei no kakuritsu (Satomi Murano)
- Nisekoi (Kosaki Onodera)
- Nōrin (Minori Nakazawa)[2]
- Persona 4: The Golden Animation (Marie)
- Psycho-Pass 2 (Akane Tsunemori)
- Ryūgajō Nanana no maizōkin (Daruku Hoshino)
- Saki: The Nationals (Kuro Matsumi)
- Space Dandy (Adélie)
- Seikoku no Dragonar (Jessica Valentine)
- Sekai seifuku: bōryaku no Zvezda (Natasha/Professor Um)
- Tokyo Ghoul (Rize Kamishiro)
- Tonari no Seki-kun (Yokoi)
- Wake Up, Girls! (Anna)
- World Trigger (Kitora Ai)
- Yūki Yūna wa yūsha de aru (Sonoko Nogi)

2015
- Dog Days' (Noir Vinocacao)
- Durarara!! 2 (Anri Sonohara)
- Jūō mujin no Fafnir (Firill Crest)
- Jōkamachi no Dandelion (Akane Sakurada/Scarlett Bloom)
- Maria the Virgin Witch (Ezechiele)
- Nisekoi 2nd Season (Kosaki Onodera)
- To Love-Ru Darkness 2nd Season (Mikan Yūki)
- Ushio e Tora (Jie Mei)
- Yamada-kun to 7-nin no majo (Mikoto Asuka)

2016
- Bungo Stray Dogs (Lucy Maud Montgomery)

- Le ragazze anelano alla landa selvaggia (Yūka Kobayakawa)
- Fairy Tail (Zera)
- Rewrite (Kagari)

2017
- Tsuredure Children (Yuki Minagawa)

2018
- Layton Mystery Tanteisha: Katori no Nazotoki File (Katrielle Layton)
- Cells at Work! (Eritrocita)

2019
- Demon Slayer - Kimetsu no yaiba (Mitsuri Kanroji)
- Mix (Haruka Ōyama)
- The Quintessential Quintuplets (Ichika Nakano)

2020
- The Great Jahy Will Not Be Defeated! (Druji)
- Wandering Witch: The Journey of Elaina (Fran)[3]

2022
- Akebi's Sailor Uniform (Yuwa Akebi)[4]
- Aharen-san wa hakarenai (professoressa Tōbaru)
- Lamù e i casinisti planetari - Urusei yatsura (Ran)

2023
- The Eminence in Shadow - Un giorno sarò l'eminenza grigia (Alexia Midgar)
- La principessa sacrificale e il re delle bestie (Sariphi)
- KamiKatsu (Arlalle)[5]

2024
- Fate/strange Fake (Ayaka Sajyō)

2025
- Medaka Kuroiwa Is Impervious to My Charms (Tsubomi Haruno)[6]
- To Be Hero X (Queen)[7]
- Kaiju No. 8 (Rin Shinonome)

### ONA
2023
- Scott Pilgrim - La serie (Envy Adams)

2024
- Monsters: 103 Passioni Inferno del Dragone (Flare)

2025
- Bullet/Bullet (Kau-ane)

## Drama CD
- Boku wa Tomodachi ga Sukunai (Kobato Hasegawa)
- D-Frag (Ruka Shibasaki)
- Fate/Prototype Special Drama CD (Ayaka Sajyou)
- Monogatari drama CD Hyakumonogatari (Nadeko Sengoku)
- Nōrin (Minori Nakazawa)
- Ore no imōto ga konna ni kawaii wake ga nai (Kuroneko)

## Film d'animazione
- Aura: Maryūin Kōga saigo no tatakai (Ryōko Satō)
- Ao no Exorcist Movie (Moriyama Shiemi)
- Blood-C: The Last Dark (Hiro Tsukiyama)
- Break Blade (Cleo)
- Bungaku shōjo (Tōko Amano)
- Eiga Go! Princess Pretty Cure - Go! Go!! Gōka 3-bon date!!! (Principessa Pumplulu)
- Gekijōban Inazuma Eleven GO vs Danball senki W (Ran Hanasaki)
- Gekijōban mahōka kōkō no rettōsei: Hoshi o yobu shōjo (Mayumi Saegusa)[8]
- Il giardino delle parole (Yukari Yukino)
- Jujutsu kaisen 0 - Il film (Rika Orimoto)
- King of Thorn (Kasumi Ishiki)
- Miniskirt Space Pirates: Abyss of Hyperspace (Chiaki Kurihara)
- Nerawareta gakuen (Kahori)
- Psycho-Pass: il Film (Akane Tsunemori)
- Steins;Gate: fuka ryōiki no déjà vu (Mayuri Shīna)
- The Quintessential Quintuplets Movie (Ichika Nakano)[9]
- Wake Up, Girls! - Seven Idols (Anna)
- Your Name. (Yukari Yukino)
- Yoru wa mijikashi aruke yo otome (la ragazza dai capelli corvini)
- Goodbye, DonGlees! (Chibori "Tivoli" Urayasu)
- Wonderful Pretty Cure! The Movie! Dokidoki ♡ Game no Sekai de Daibōken! (Natsuki)

## Videogiochi
- .hack//Versus (Sakuya)
- 7th Dragon 2020-II (Unit 13)
- Ao no Exorcist: Genkoku no Labyrinth (Shiemi Moriyama)
- Angel Beats! (Kanade "Angel" Tachibana)
- Aria The Origination ~Aoi Hoshi no Il Cielo~ (Agnes Dumas)
- Arknights (Blemishine e Luo Xiaohei)
- Atelier Judie: The Alchemist of Gramnad come Sphere
- Atelier Viorate: The Alchemist of Gramnad 2 come Sphere
- Bloodborne (Adeline)
- Blue Archive (Atsuko Hakari)
- Catherine: Full Body (Voce DLC per Catherine)
- Chaos Rings (Mana)
- Cyberdimension Neptunia: 4 Goddesses Online (Plutia/Iris Heart)
- Daemon Bride (Nina Sumeragi)
- Danganronpa 2: Goodbye Despair (Chiaki Nanami)
- Danganronpa V3: Killing Harmony (Chiaki Nanami)
- Date A Live: Rinne Utopia (Rinne Sonogami)
- Dengeki Bunko: Fighting Climax (Tomoka Minato e Kuroneko)
- Dissidia Final Fantasy NT (Rinoa Heartilly)
- Dissidia Final Fantasy Opera Omnia (Rinoa Heartilly e Deuce)
- Dragalia Lost (Maribelle)
- Dragon Quest Heroes: L'Albero del Mondo e le radici del male (Nera Briscoletti)
- Dragon Quest Rivals (Nera Briscoletti)
- Durarara!! 3way standoff (Anri Sonohara)
- Durarara!! Relay (Anri Sonohara)
- Fate/hollow ataraxia (Ayaka Sajou)
- Final Fantasy Type-0 (Deuce)
- Framing Summer (Miko Yuzuriha)
- Gloria Union: Twin Fates in Blue Ocean (Ruru)
- Goddess of Victory: Nikke (Modernia, Marian)
- Gotoubun no Hanayome ∬: Natsu no Omoide mo Gotoubun (Ichika Nakano)
- Granblue Fantasy (Zeta, Sophie)
- Granblue Fantasy: Versus (Zeta)
- Granblue Fantasy: Versus Rising (Zeta)
- Granblue Fantasy: Relink (Zeta)
- Haganai Portable (Kobato Hasegawa)
- Heroes Phantasia (Suou Pavlichenko)
- Hyperdimension Neptunia (Plutia/Iris Heart)
- Hyperdimension Neptunia Victory (Plutia/Iris Heart)
- Idolm@ster Dearly Stars (Eri Mizutani)
- Infinite Stratos 2: Ignition Hearts (Charlotte Dunois)
- Instant Brain (Aki Hikanagi)
- Itadaki Street: Dragon Quest and Final Fantasy 30th Anniversary (Nera Briscoletti)
- Jujutsu Kaisen Cursed Clash (Rika Orimoto)
- Kingdom Hearts HD 2.8 Final Chapter Prologue (Invi)
- Kingdom Hearts III (Invi)
- Liberation Maiden (Oozora Shoko)
- Liberation Maiden SIN (Oozora Shoko)
- Lufia: Curse of the Sinistrals (Jemmy)
- Magi: The Labyrinth of Beginning (Kogyoku Ren)
- MegaTagmension Blanc + Neptune VS Zombies (Plutia/Iris Heart)
- Million Arthur: Arcana Blood (Type I Galahad)
- Nitroplus Blasterz: Heroines Infinite Duel (Akane Tsunemori)
- Nora to Toki no Kōbō: Kiri no Mori no Majo (Sirkka Bjorn)
- Onmyoji (Menreiki)
- Ore no imōto ga konna ni kawaii wake ga nai Portable (Kuroneko)
- Period: Cube ~Shackles of Amadeus~ (Miseria)
- Persona 4 Golden (Marie)
- Persona 4 Arena Ultimax (Marie)
- Persona Q: Shadow of the Labyrinth (Marie)
- Persona 4: Dancing All Night (Marie)
- Persona Q2: New Cinema Labyrinth (Marie)
- Phantasy Star Online 2 (Lisa e Melphonshina)
- Prince of Stride (Nana Sakurai)
- Princess Connect! Re:Dive (Aoi)
- Project Witch (Lilite)
- Psycho-Pass: Mandatory Happiness (Akane Tsunemori)
- Rewrite+ (Kagari)
- Rodea the Sky Soldier (Ion, Cecilia)
- Rune Factory: Oceans (Iris)
- Sekirei: Gifts from the Future (Kusano)
- Seriously, I Made an Angel (Cool Type)
- Sol Trigger (Ema)
- Shokomeza (Yūka Kobayakawa)
- Skullgirls 2nd Encore (Ms. Fortune, Robo-Fortune)
- Steins;Gate (Mayuri Shīna)
- Steins;Gate: My Darling's Embrace (Mayuri Shīna)
- Steins;Gate 0 (Mayuri Shīna)
- Superdimension Neptune vs. Sega Hard Girls (Plutia/Iris Heart)
- Tales of Graces (Sophie)
- Tales of the World: Radiant Mythology 3 (Sophie)
- Tales of Zestiria (Sophie)
- Tales of the Rays (Sophie)
- Tales of Crestoria (Sophie)
- The Great Ace Attorney: Adventures (Susato Mikotoba)
- The Great Ace Attorney 2: Resolve (Susato Mikotoba)
- The King of Fighters: All Star (Noah)
- Time and Eternity (Toki)
- Tokimeki Memorial 4 (Rhythmy Kyono)
- Tokyo Babel (Ragel)
- To Love-Ru -Trouble- Waku Waku! Rinkangakkō-hen (Mikan Yuuki)
- Witch on the Holy Night (Alice Kuonji)
- World of Final Fantasy (Enna Kros, Boco)

## Discografia

### Singoli
- Hoshizora Destination (25/4/2012)
- Hatsukoi Note (18/7/2012)
- happy endings (24/10/2012)
- Silent Snow (16/1/2013)
- Koisuru Wakusei (25/11/2013)
- Hohoemi Mode (1/10/2014)
- Cocytus (24/12/2014)
- Kimi ga Inakucha Dame Nanda (25/2/2015)

### Album
- claire (20/2/2013)
- 25 (26/2/2014)

## Film
- Kimi ga Inakucha Dame Nanda (2015)